# كمال الدين الأصفهاني
كمال الدين الأصفهاني (ت. 635 هـ) هو من ادباء و شعراء إيران في القرن السابع الهجري.
هو كمال الدين إسماعيل بن عبد الرزاق، وقيل محمّد الأصفهاني، الملقب بخلاق المعاني. أكثر شعره في مدح عائلة صاعد الاصفهاني وامراء عصره كجلال الدين المنكبرتي خوارزم شاه وحسام الدين اردشير الباوندي ملك طبرستان و الأتابك سعد بن زنكي حاكم فارس وغيرهم. قُتل على يد المغول سنة 635 هـ.